# Maiana
Maiana ist ein Atoll der zum Staat Kiribati gehörenden zentralen Gilbertinseln im Pazifischen Ozean nördlich des Äquators. Es liegt etwas mehr als 30 km südlich des Hauptatolls Tarawa.

## Geographie
Die nördliche und östliche Seite des Atolls werden von einer einzigen Insel gebildet. Die westliche Begrenzung der Lagune besteht aus einem Korallenriff. Das Atoll ist 14 km lang und 9,5 km breit. Die gesamte Landfläche beträgt 16,72 km².
Im nördlichen Teil der Lagune liegen die unbewohnten Inseln Bikenmamara, Bikentiroi, Bikentunua und die bewohnte Insel Tebikerai Island mit dem Ort Tebikerai; im südlichen Teil der Lagune die unbewohnten Inseln Bikenibuni, Bikeningako, Tekatoka, Bakanikarau, Nanuteute, Tuakiri, Abaokoro, Bikentiang, Arinnanona und das südlichste Islet des Atolls, Toiaki Island.
An der Ostseite des dort schmalen Riffs befinden sich zahlreiche Reusen zum Fischfang.

## Bevölkerung
Laut Volkszählung von 2020 leben auf dem Atoll 2345 Menschen, die sich auf zwölf Siedlungen verteilen.

### Bevölkerungsstatistik
| Zensus                 | 1978 | 2005 | 2010   | 2015   | 2020   |
| ---------------------- | ---- | ---- | ------ | ------ | ------ |
| Tebikerai              | 47   | 75   | 93 ▲   | 108 ▲  | 109 ▲  |
| Tekaranga              | 111  | 114  | 139 ▲  | 144 ▲  | 178 ▲  |
| Tematantongo           | 217  | 148  | 164 ▲  | 164 ▬  | 181 ▲  |
| Aobike                 | 77   | 98   | 110 ▲  | 88 ▼   | 113 ▲  |
| (Natareta)             | 13   | –    | –      | –      | –      |
| Tebanga                | 130  | 260  | 264 ▲  | 236 ▼  | 255 ▲  |
| Temwangaua             | 89   | 111  | 115 ▲  | 109 ▼  | 136 ▲  |
| Toora                  | 141  | 107  | 115 ▲  | 108 ▼  | 130 ▲  |
| Tebangetua/Tebwangetua | 78   | 112  | 65 ▲   | 118 ▲  | 125 ▲  |
| Teitai                 | 60   | 36   | 48 ▲   | 75 ▲   | 58 ▼   |
| Tebiauea               | 140  | 183  | 211 ▲  | 147 ▼  | 305 ▲  |
| Raweai                 | 162  | 191  | 214 ▲  | 201 ▼  | 249 ▲  |
| Bubutei                | 423  | 473  | 489 ▲  | 484 ▼  | 506 ▲  |
| Gesamt                 | 1688 | 1908 | 2027 ▲ | 1982 ▼ | 2345 ▲ |

### Bevölkerungsentwicklung
| Zensus | 1947 | 1963 | 1968 | 1973 | 1978 | 1985 | 1990 | 1995 | 2000 | 2005 | 2010 | 2015 | 2020 |
| ------ | ---- | ---- | ---- | ---- | ---- | ---- | ---- | ---- | ---- | ---- | ---- | ---- | ---- |
| Gesamt | 1425 | 1688 | 1710 | 1413 | 1688 | 2141 | 2180 | 2184 | 2048 | 1908 | 2027 | 1982 | 2345 |

## Geschichte
Die Erstsichtung fand durch Thomas Gilbert, den Kapitän des Sträflingstransporters Charlotte der First Fleet, am 17. Juni 1788 statt.
Mitte des 19. Jahrhunderts wurde Maiana in die Eroberungszüge des „Königreichs Abemama“ durch den Häuptling (Uea) King Tem Karotu einbezogen und war dem König Tem Binoka (Tembinok') tributpflichtig.
Nach der britischen Kolonialzeit bildete Maiana mit Kuria, Abemama, Aranuka und Nonouti den Verwaltungsdistrikt „Zentrale Gilbertinseln“.

## Neuzeit

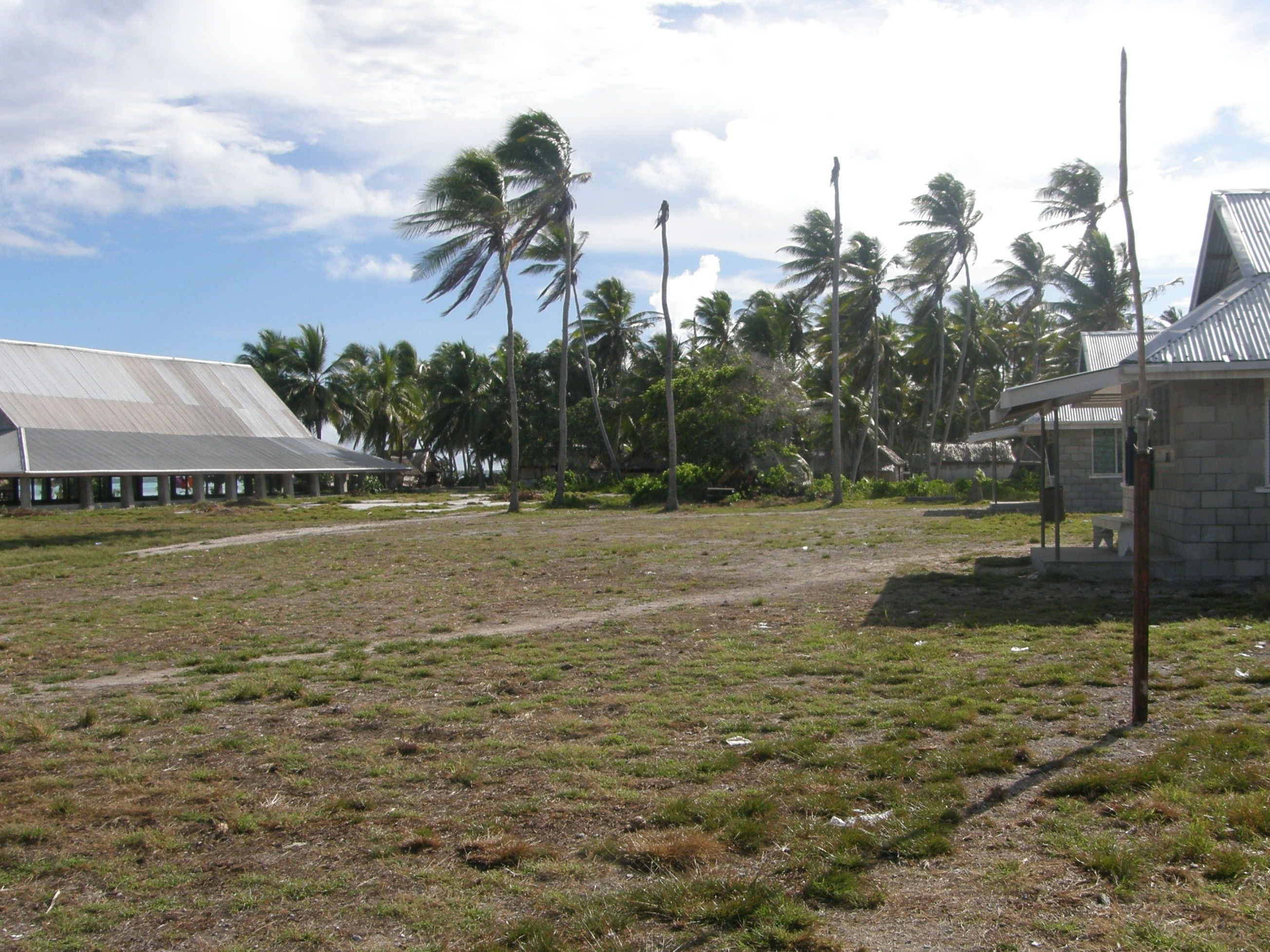
Gelände des Maiana Island Council, links das Versammlungshaus Maneaba.

Lokale Verwaltungsbehörde ist der Inselrat (Island Council).
Maiana entsendet zwei Parlamentsmitglieder in das Parlament Maneaba ni Maungatabu in South Tarawa: neben dem parteilosen Politiker Teiwaki Areieta werden die sich „I-Maiana“ nennenden Atollbewohner auch durch den heutigen Präsidenten der Republik Kiribati, Anote Tong, vertreten.

## Verkehr
Maiana wird planmäßig von der staatlichen Fluggesellschaft Air Kiribati angeflogen. Der Flugplatz Maiana Airport befindet sich im nördlichen Teil des Atolls, 250 Meter von den Orten Tekaranga und Tematantongo entfernt.
Am 13. Juli 2009 kenterte ein Fährschiff von Tarawa kurz vor Erreichen Maianas, wodurch 33 Menschen starben.